# Pulvinaria acericola
Pulvinaria acericola är en insektsart som först beskrevs av Walsh och Riley 1868.  Pulvinaria acericola ingår i släktet Pulvinaria och familjen skålsköldlöss. Inga underarter finns listade i Catalogue of Life.